# Metoecus paradoxus
Espèce
Metoecus paradoxus est une espèce d'insectes coléoptères de la famille des Ripiphoridae.

## Description
Metoecus paradoxus mesure environ 10 mm de long. Sa tête et son corps sont foncés et ses élytres, qui ne recouvrent pas complètement l'abdomen, sont pointus et de couleur orange clair. Il présente des antennes plumeuses.

## Biologie et cycle de vie
Metoecus paradoxus est principalement un parasitoïde de Vespula vulgaris (la guêpe commune). Les femelles adultes pondent des œufs dans du bois en décomposition à l'automne, qui éclosent au printemps ou en été. La triunguline de premier stade s'accroche à une ouvrière V. vulgaris pour être transportée au nid. Une fois au nid, la larve parasite une larve de guêpe - une fois que la larve a fermé la cellule, la larve de M. paradoxus consomme l'hôte et se nymphose à sa place. Les adultes émergent de fin juillet à début octobre. Le développement de la larve à l'adulte prend moins d'un mois. Les coléoptères adultes vivent entre 6 et 12 jours et ne se nourrissent probablement pas. 

## Culture pop
En 2020, la rappeuse américaine Megan Thee Stallion a créé une publication Instagram présentant une vidéo d'elle et d'une amie parlant d'un spécimen de M. paradoxus dans la maison de Megan. L'amie de Megan demande ce qu'est la punaise, et Megan répond par « Uh, bitch, it's a eyelash bug », et les deux rient. Megan dit ensuite que les cils de l'insecte sont « on fleek » et dit que « [It] just got [its] eyelashes done at the club ». L'insecte commence alors à voler, Megan et son amie crient et la vidéo s'arrête. Un deuxième enregistrement montre des commentaires de personnes réagissant et l'identifiant comme M. paradoxus alors que l'amie de Megan lui en montre des images, auxquelles Megan répond « Bitch, that is her ». La première vidéo est depuis devenue virale et est devenue un même Internet.

## Systématique
Le nom valide complet (avec auteur) de ce taxon est Metoecus paradoxus (Linnaeus, 1761).
L'espèce a été initialement classée dans le genre Mordella sous le protonyme Mordella paradoxa Linnaeus, 1761.
Metoecus paradoxus a pour synonymes :
- Metoecus abdominalis Gradl, 1882
- Metoecus affinis Fischer von Waldheim, 1832
- Metoecus apicalis Gradl, 1882
- Metoecus atripennis Pic, 1916
- Metoecus flavoniger Gradl, 1882
- Metoecus gradli Schilsky, 1901
- Metoecus luteonotatus Pic, 1916
- Metoecus macularis Gradl, 1882
- Metoecus multinotatus Pic, 1916
- Metoecus nigrescens Gradl, 1882
- Metoecus nigriventris Gradl, 1882
- Metoecus nigrolineatus Pic, 1916
- Metoecus notiventris Gradl, 1882
- Metoecus semiflavus Gradl, 1882
- Metoecus theresae Pic, 1916
- Metoecus trinotatus Pic, 1916
- Metoecus viturati Pic, 1916
- Mordella erythrogaster Froel, 1792
- Mordella paradoxa Linnaeus, 1761
- Ripiphorus angulatus Panzer, 1805